# Найгірший сценарій

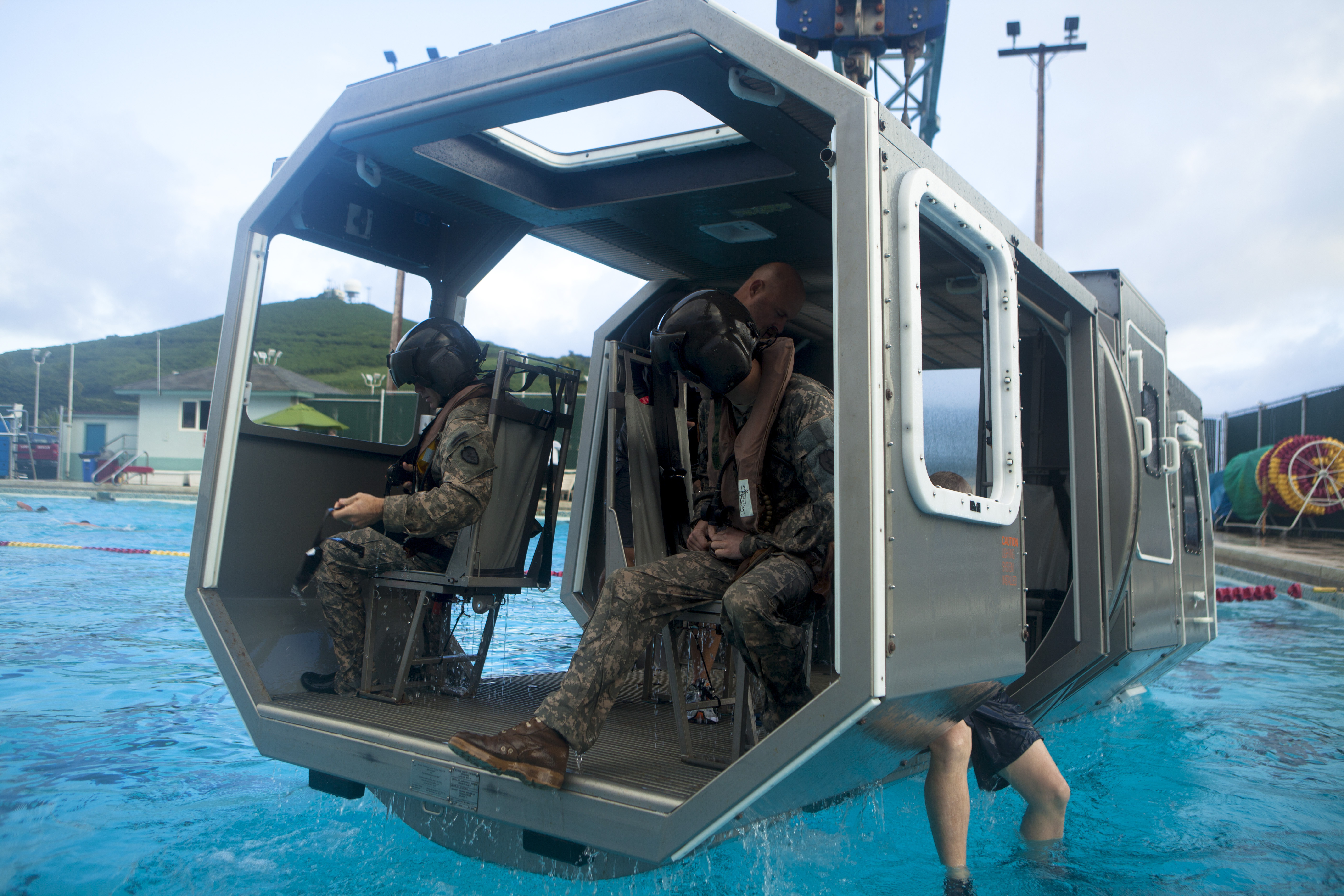
Солдати на тренуванні за найгіршим сценарієм готуються до симуляції занурення гелікоптера, що зазнав аварії.

Найгірший сценарій — це концепція в управлінні ризиками, згідно з якою планувальник, плануючи можливі катастрофи, розглядає найгірший можливий результат, який можна розумно прогнозувати в даній ситуації. Розробка найгірших сценаріїв є поширеною формою стратегічного планування, зокрема планування сценаріїв, щоб підготуватися до непередбачених ситуацій, які можуть призвести до аварій, проблем із якістю чи інших проблем, і мінімізувати їх.

## Розробка та використання
Найгіршим сценарієм є «один із найбільш часто використовуваних альтернативних сценаріїв». Ризик-менеджер може вимагати «консервативну оцінку ризику, що представляє найгірший сценарій», щоб визначити, яку свободу він може застосувати під час планування кроків для зменшення ризиків. Як правило, найгірший сценарій «вирішується шляхом погодження, що даний найгірший випадок є досить поганим. Однак важливо визнати, що жоден найгірший сценарій справді не обходиться без потенційних неприємних сюрпризів». Іншими словами, «найгірший сценарій» ніколи не є найгіршим випадком" як через те, що можуть виникнути ситуації, яких жоден планувальник не міг передбачити, так і через те, що даний найгірший сценарій, ймовірно, розглядає лише непередбачені обставини, які, як очікується, виникнуть у зв'язку з конкретною катастрофою. Найгіршим сценарієм, розробленим сейсмологом, може бути особливо сильний землетрус, а найгіршим сценарієм, розробленим метеорологом, може бути особливо сильний ураган, але малоймовірно, що жоден із них розробить сценарій, за якого особливо сильний шторм відбувається одночасно з особливо сильним землетрусом.
Визначення найгіршого сценарію залежить від сфери, до якої він застосований. Наприклад, в екологічній інженерії «найгірший сценарій визначається як викид найбільшої кількості регульованої речовини з однієї ємності або збою технологічної лінії, що призводить до найбільшої відстані до кінцевої точки». У цій галузі, «як і в інших сферах, найгірший сценарій є корисним засобом, коли події з низькою ймовірністю можуть призвести до катастрофи, якої слід уникнути навіть за великих витрат, але в більшості оцінок ризику для здоров'я найгірший -ситуаційний сценарій по суті є типом обмежувальної оцінки». В інформатиці найкращий, найгірший і середній випадки даного алгоритму виражають, яке використання ресурсу становить мінімум, максимум і в середнє відповідно. Для багатьох людей найгіршим сценарієм є сценарій, який призведе до їх власної смерті.

## Критика
Проти використання найгірших сценаріїв було висунуто низку критичних зауважень. У деяких випадках можливий найгірший сценарій у галузі може бути настільки неможливим для учасників, що не варто докладати зусиль для розробки або дослідження такого сценарію; там, де це можливо, «важливо оцінити, чи є розвиток найгіршого сценарію розумним і бажаним». Суб'єкти господарювання, які покладаються на такі сценарії під час планування, можуть бути змушені планувати надто консервативно, щоб скористатися перевагами звичайної відсутності таких сценаріїв, і можуть витрачати ресурси, готуючись до малоймовірних непередбачених обставин. У крайньому випадку стверджується, що використання найгірших сценаріїв у підготовці до стихійних лих та навчанні змушує людей відкидати етичні проблеми та надмірно реагувати на менші стихійні лиха.
Бен-Хаїм і Елішаков, Елішаков та ін. і Hlavacek et al. розробили аналіз найгіршого випадку на основі опуклих обмежень, що представляє невизначеність у прикладній механіці.